# Ust-Ilimsk
Ust-Ilimsk (ryska: Усть-Илимск) är en stad med 83 023 invånare (1 januari 2015), i Irkutsk oblast i Ryssland, belägen vid floden Angara där bifloden Ilim mynnar i denna. Staden grundades 1966 i samband med byggandet av vattenkraftverket (fallhöjd på 90 meter). Den fick stadsrättigheter den 27 december 1973.